# Tipula (Arctotipula) centrodentata
Tipula (Arctotipula) centrodentata is een tweevleugelige uit de familie langpootmuggen (Tipulidae). De soort komt voor in het Palearctisch gebied.